# Седрік Кауфманн
Седрік Кауфманн (фр. Cedric Kauffmann; нар. 1 березня 1976) — колишній французький тенісист.
Найвищу одиночну позицію світового рейтингу — 195 місце досяг 13 серпня 2001, парну — 210 місце — 12 лютого 2001 року.

## Титули на челленджерах

### Одиночний розряд: (1)
| Ранг | Рік  | Турнір         | Покриття | Суперник | Рахунок  |
| ---- | ---- | -------------- | -------- | -------- | -------- |
| 1.   | 2001 | Бінгемтон, США | Тверде   | Ноам Бер | 7–5, 6–1 |

### Парний розряд: (2)
| Ранг | Рік  | Турнір           | Покриття | Партнер         | Суперники                      | Рахунок       |
| ---- | ---- | ---------------- | -------- | --------------- | ------------------------------ | ------------- |
| 1.   | 2000 | Ахмадабад, Індія | Тверде   | Фазалуддін Сієд | Джастін Бовер Дамін Робертс    | 3–6, 6–4, 6–4 |
| 2.   | 2002 | Осака, Японія    | Тверде   | Кароль Бек      | Лоренс Тілеман Джон ван Лоттум | 7–5, 6–1      |